# Quinta Normal
Quinta Normal ist eine Gemeinde in Chile. Sie gehört zu Groß-Santiago und liegt zentral, westlich an das historische Zentrum angrenzend. Mit 12,4 Quadratkilometern ist sie eine der kleineren Gemeinden Santiagos. Die Einwohnerzahl liegt bei 94.000 (Schätzung von 2008) mit fallender Tendenz und mit zunehmendem Anteil älterer Bevölkerung. Die wirtschaftlichen Aktivitäten in der Gemeinde konzentrieren sich in Handel und Industrie.

## Geschichte

### Industrie verdrängt die Landwirtschaft
Noch um 1850 war das Gebiet des heutigen Quinta Normal eine dünn besiedelte Landwirtschaftszone, außerhalb von Santiago gelegen. Rund um die heutigen Straßen Carrascal und Mapocho lagen zahlreiche Bauernhöfe. In der Verlängerung der Straße San Pablo schloss sich der Weg an, der damals Santiago mit Valparaíso verband, und dort befanden sich schon mehr Häuser.
Im Zuge des Ausbaus des Eisenbahnnetzes wurde 1888 der Güterbahnhof Estación Yungay am westlichen Stadtrand in der Nähe der Kreuzung der heutigen Straßen Matucana und Mapocho gebaut, der 1905 noch durch einen Passagierbahnhof ergänzt wurde.
Dieser Bahnhof war ein Anziehungspunkt für neue, umfangreiche Industrieansiedlungen auf dem  Gebiet der heutigen Gemeinde Quinta Normal. Mit der Zeit siedelten sich unter anderem dreizehn Großbetriebe an, darunter sechs Chemiewerke, die Schwefel- und Salzsäure produzierten und ihre Umgebung stark kontaminierten. Mit der Industrie kamen die Arbeiter und ließen sich in deren Umgebung nieder. So entstand ein Industrie- und Arbeiterbezirk, der von Zeitgenossen als „traurig“, „abgelegen“ und „schrecklich“ beschrieben wurde. Es gab dort keine Präsenz der öffentlichen Verwaltung, keine Polizei, nur unbefestigte Straßen und die Briefträger trauten sich nicht, dort hinzugehen.

### Die Verwaltung passt sich der Entwicklung an
Das Gebiet gehörte zur damaligen Gemeinde Las Barrancas. Deren auf ländliche Strukturen ausgelegte Verwaltung war völlig überfordert, diese nach Westen wuchernde Ausdehnung Santiagos in geordneten Bahnen zu halten. Um das Verwaltungsproblem zu lösen, wurden schließlich durch Abspaltung zwei Gemeinden aus dem sich verstädternden Bereich gebildet.

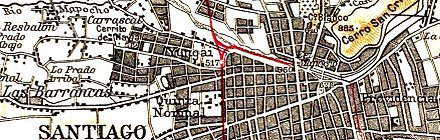
Santiago um 1929: Die Gemeinde „Yungai“ und der zugehörige Bezirk „Quinta Normal“ lagen westlich der rot eingezeichneten Eisenbahnlinie, die von Estación Alameda (heute Estación Central), über Estación Yungay bis nach Valparaíso führte.

Im Jahre 1915 zunächst die Gemeinde Quinta Normal. Sie umfasste vermutlich die Zone südlich von San Pablo bis zur Alameda und war nach der Quinta Normal de Agricultura benannt, einem landwirtschaftlichen Versuchsgelände, das 1842 dort angelegt worden war. Und im Dezember 1916 dann die Gemeinde Yungay, die vermutlich die Zone nördlich von San Pablo umfasste und im Westen bis zur Straße Las Rejas reichte. Yungay hatte damals 3661 Einwohner. Erstmals wurden Stadtverordnungen erlassen und Straßen befestigt.
1927 wurden erstmals eine Straßenbeleuchtung installiert, eine der Stadtverwaltung untergeordnete Polizei bestellt und Nachbarschaftsorganisationen aufgebaut. Im Januar 1930 wurden die beiden Gemeinden zu einer Gemeinde unter dem Namen Quinta Normal zusammengeschlossen.

## Persönlichkeiten
- Hugo Droguett (* 1982), Fußballspieler
- Claudio Muñoz (* 1984), Fußballspieler

## Stadtansichten

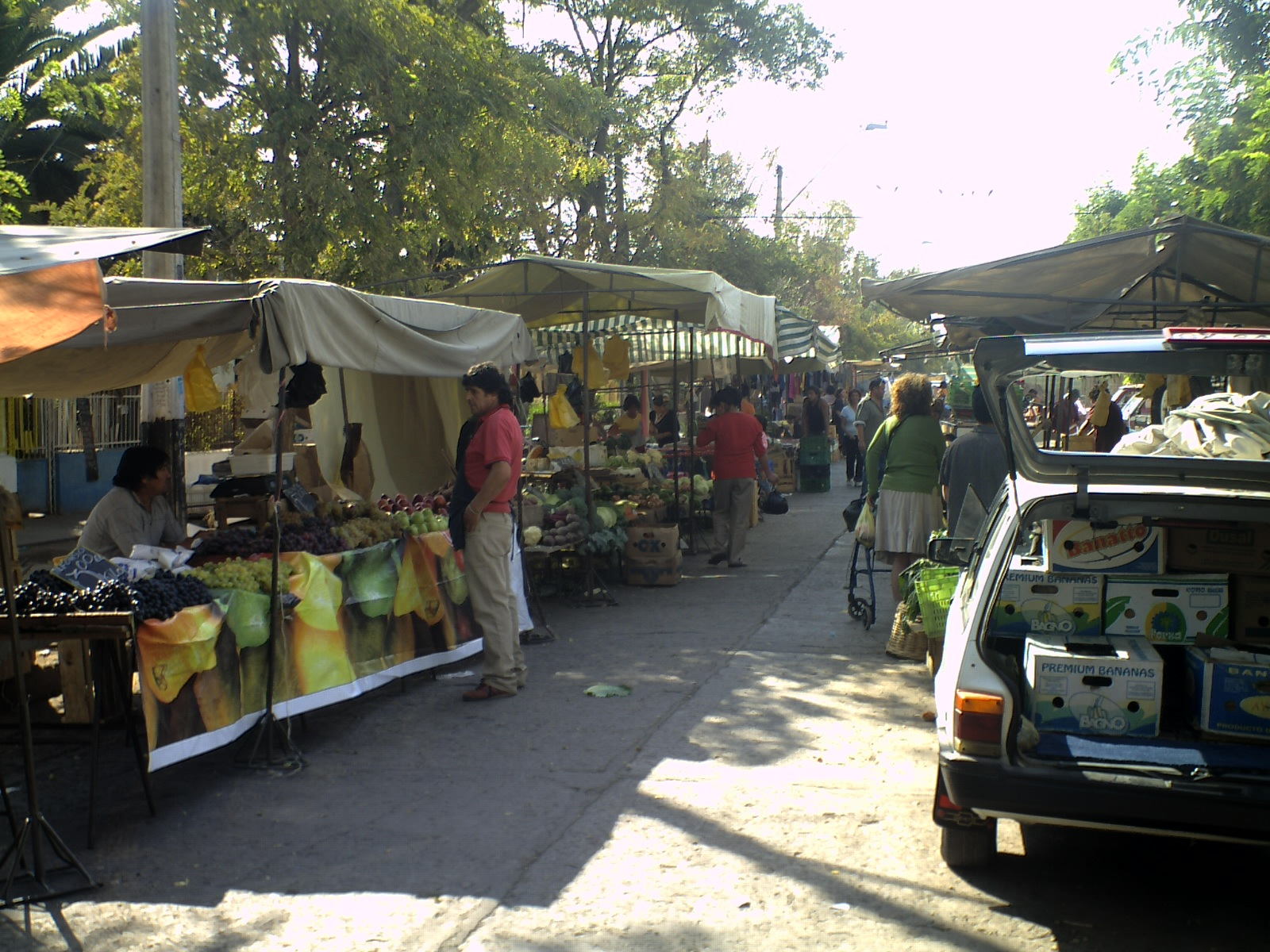
Wochenmarkt auf der Straße Victorino Laynez.
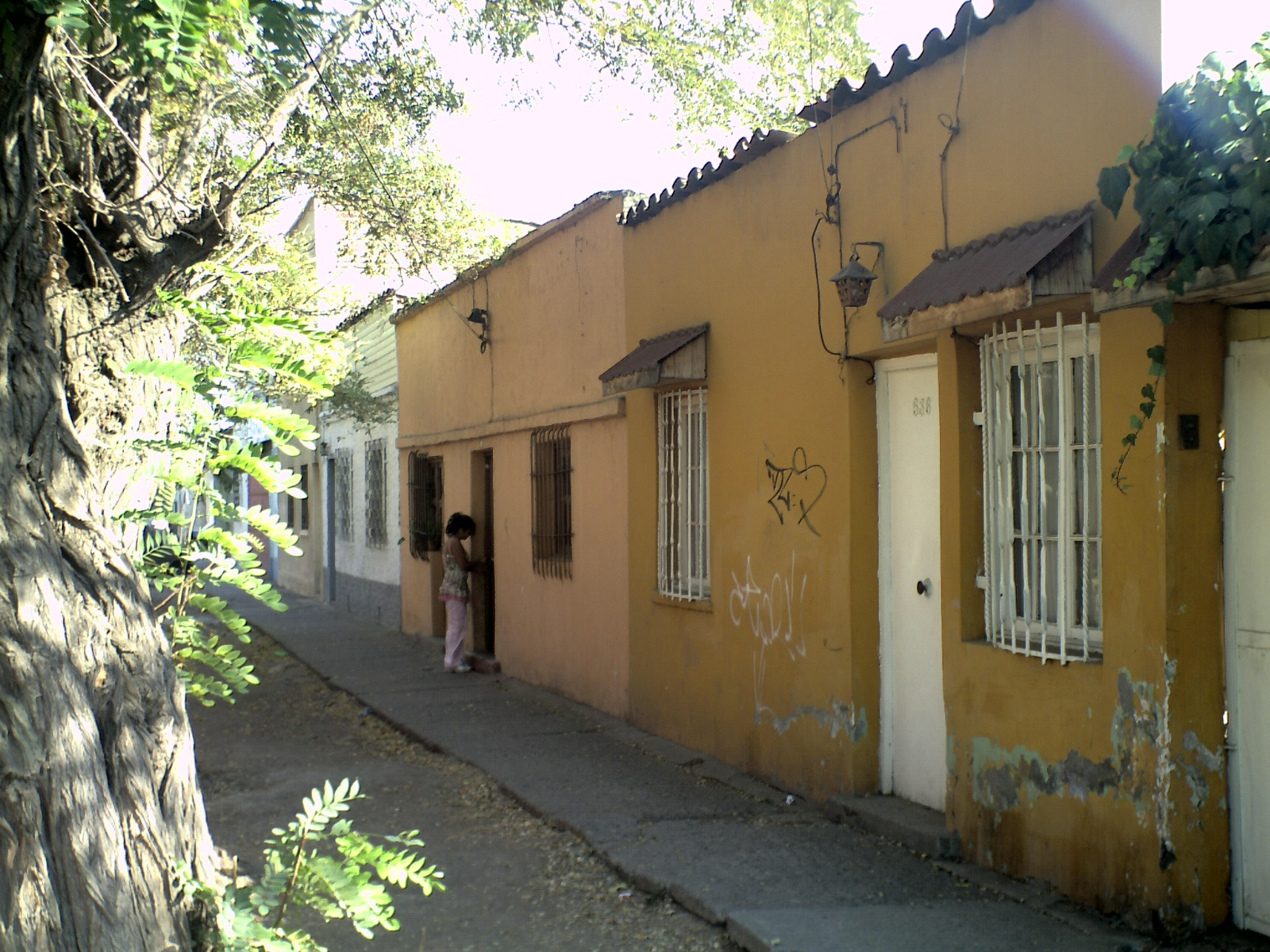
Typische ältere Reihenhäuser in der Straße Francisco Javier.
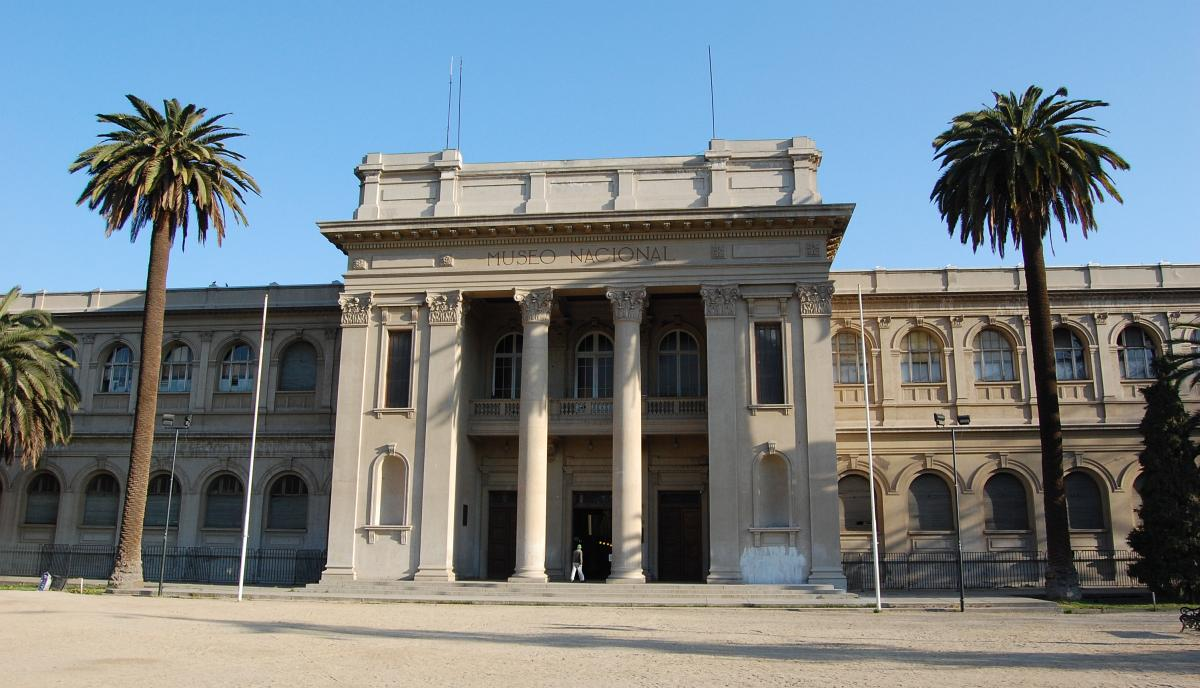
Museo Nacional de Historia Natural de Chile im Park Quinta Normal. (Der Park gehört heute zur Kommune Santiago)